# Бизовачке топлице
Бизовачке топлице је бањско лечилиште поред града Бизовца у Осјечко-барањској жупанији у Републици Хрватској. Зими су базени у бањи затворени, климатизиован и идеално загрејани са забавно-рекреационим простором, док су лети права ривијера која прима приближно 6.000 купача. 

## Историја
Бушећи нафту на 1.830 метара нафтши хрватске нафтне компаније су 1967. године наишли на подземне резервоаре термоминералне вреле воде температуре 96 °C. Вода је имала слан укус и изразито је богата минералима. Температура воде једна је од највиших међу другим до тада познатим термалне воде.
Други геотермални извор откривен је на мањој дубини (1.650 м) и вода није толико врућа, износи 85 °C, готово истоветног је састава, али је бистрија од воде са првооткривеног извора.
Експлоатација воде почела је одмах, тако што су се мештани из околних насеља купали у испустним каналима.
Физикална терапија се у Бизовачким топлицама изводи у одређеним облицима од самог почетка и открића воде, а значајније од 1990. године

## Инфраструктура
Током 1974. године у топлицама је саграђен први отворени базен и уз њега смештајни објектат, хотел који је имао ресторан, отворени и затворени базен.
Нови хотел „Термиа“ отворен је 1990. године, а у склопу њега основана је Поликлиника за медицинску рехабилитацију 1995. године.
Године 1997. завршена је изградња Акваполиса, савременог купалишног комплекса са више 9 базена (водене површине од 1.500 m²), и то: 
- полуолимпијским базен,
- базен за непливаче,
- дечији базен,
- базен са воденим атракцијама, музичком пећином и вирпулима,
- три ђакузи базена различите величине и дубине са великом воденом гљивом вештачким брзацима.

## Лечилиште Бизовачке топлице
Лечилиште Бизовачке топлице у истоименој бањи започела је са радом 1995. године. Као установа за физикалну медицину и рехабилитацију под називом Поликлиника Бизовачке топлице. Ова установа се уселила у нови објекат 2016. године и данас ради под називом Лечилиште Бизовачке топлице.
Лечилиште у новоизграђеном објекту користи модерну опрему за помоћ пацијентима који на терапију долазе преко Хрватског завода за здравствено осигурање или у приватном аранжману.

### Методе лечења доступне болесницима у Лечилишту

#### Хидротерапија
Хидротерапија се изводи се у базенима са термоминералном водом, и обухвата:
- хидрогимнастику,
- подводна масажу,
- двоћелијске и четвоћелијске галванске купке.

#### Кинезитерапија
Изводи се у јединицама за појединачне вежбе и јединицама прилагођеним мањим групама.

#### Електротерапија
Од електричних поступака у бањи се користе, сви облици електротерапије:
- галванизација
- електростимулација
- дијадинамичке струје
- интерференцијске струје
- ултразвук
- Ласер
- Магнетотерапија

#### Термотерапија
Од термичких поступака примењују се следеће:
- Парафин
- Солук

#### Остале терапије
Бања такође користи уређаје за терапију притиском намењене лимфној дренажи, али примењује и методу ручне лимфна дренажа.

### Индикације и контраиндикације
Индикације
- Болести и повреде мишићно-скелетног система
- Ортопедска и посттрауматска стања
- Хроничне реуматилне болести
- Упалне реуматичке болести у неактивној фази
- Санација спортских повреда
- Синдром пренапрезања
- Рехабилитација хроничних стања
- Повреда мозга и кичмене мождине и периферних нерава као и лечење других неуролошких болести (мултипла склероза, полинеуропатија, церебрална парализа),
- Псоријаза, јер је благотворно дејство термоминералне воде примећено код пацијената са псоријазом.

#### Контраиндикације
Неспецифична стања и болести, која су уобичајена у физичким поступцима:
- срчане болести,
- тешко опште стање,
- малигне болести итд.